# Проклетіє
Проклетіє або Північно-Албанські Альпи (алб. Bjeshkët e Nemuna, чорн. Проклетије, серб. Проклетије, «прокляття») — гірський масив на Балканському півострові, на кордоні Албанії, Чорногорії та Сербії (Косово). Розташований в південній частині Динарського нагір'я, витягнутий з заходу на схід на 100 км.
Найвища вершина — гора Єзерца (2692 м), серед інших піків: Радохіна (2570 м), Джяравиця (2656, найвища точка Косово), Шкельзені (2407 м), Тромеда (2366 м) та інші. Масив розташовується в прикордонному районі трьох країн: Албанії, Чорногорії і Сербії (Косово). Навколо нього розташовуються міста Печ, Джяковиця (Косово), Байрам-Цуррі (Албанія), Підгориця і Гусинє (Чорногорія).

Проклетіє на півдні Динарського нагір'я

Масив починається від північно-західної кінцівки Скадарського озера. Південні схили дендруються притоками річки Дрин, північні — притоками Ліма, а північно-західні — притоками річки Морача.
Масив складений із вапняків, доломітів і сланців, поширений карст. Схили сильно розчленовані і до висот 1700—1800 м над рівнем моря покриті лісами (дуб, бук, клен, каштан, ялина і сосна), вище — альпійські луки, місцями сніжники.
У 2009 році тут були виявлені чотири льодовики на висотах 1980—2440 м над рівнем моря. Вони розташовуються в глибоких карах північно-східної експозиції, значно нижче регіональної снігової лінії — завдяки високій концентрації заметів і, особливо, лавинного снігу, якого тут накопичується близько 4-5,5 м у водному еквіваленті (коефіцієнт концентрації снігу становить близько 2).